# Новониколаевское сельское поселение (Ростовская область)
Новониколаевское сельское поселение — муниципальное образование в Матвеево-Курганском районе Ростовской области. 
Административный центр поселения — село Новониколаевка.

## Административное устройство
В состав Новониколаевского сельского поселения входят:
- село Новониколаевка,
- село Авило-Успенка,
- хутор Балка,
- хутор Верхнеширокинский,
- хутор Вишнянский,
- разъезд Закадычное,
- хутор Левченко,
- посёлок Ленинский,
- хутор Новоалександровский,
- хутор Первомайский,
- хутор Самарский,
- посёлок Сарматский,
- хутор Терновый.

## Население
| 2010  | 2012  | 2013  | 2014  | 2015  | 2016  | 2017  |
| ----- | ----- | ----- | ----- | ----- | ----- | ----- |
| 2591  | ↗2607 | ↘2588 | ↘2572 | ↘2545 | ↗2546 | ↘2537 |
| 2018  | 2019  | 2020  | 2021  |       |       |       |
| ↘2508 | ↘2479 | ↗2497 | ↗2547 |       |       |       |